# グーとパー
グーとパーは、かつてマセキ芸能社で活動していたお笑いコンビ。2013年解散。

## 略歴
2001年、トリオ「こんらんチョップ」を結成。主にコントで活動していたが、M-1グランプリでは2005年～2007年の3年連続2回戦に進出した。
2008年10月末、こんらんチョップ解散。その後北口、上林の二人で「電撃ホルモンや」を結成、2009年に「グーとパー」と改名して活動。グーとパーの名は、ホーム・チームの与座嘉秋が考案した。
2012年、平成24年度漫才新人大賞では、予選会を勝ち抜き決勝戦に進出。
2013年10月15日、北口の芸人引退に伴い「グーとパー」は解散。その後、上林はピン芸人「前進」（まえすすむ）として活動を続けたのち、現在は「TOKYO COOL」のメンバーとして活動している。

## メンバー
- 北口 一樹（きたぐち かずき、1976年7月17日 - ）

大阪府出身、血液型はA型。ボケ担当。
こんらんチョップ時代の芸名は「キタグチ」。
若ハゲを隠すために帽子を常に被っているが、それが取れてハゲを晒すネタがある。
過去に吉本興業で「悟空」、浅井企画で「ライト坪井」というコンビで活動していた他、カンカンと組んでいた時期もある。
解散後は芸能界を引退し、一般企業に就職。
- 上林 尊久（うえばやし たかひさ、1976年2月22日 - ）

和歌山県出身、血液型はB型。ボケ担当。
こんらんチョップ時代の芸名は「ドテ林」。
大阪NSC15期生。
その後ピン芸人「前進」、「前すすむ」として活動。2015年よりカンカンと「TOKYO COOL（2019年12月までは『全力じじぃ』のコンビ名で活動）」を結成。

### 元メンバー
- 矢鋪 剛義（やしき たけのり、1977年8月23日 - ）

石川県出身、血液型はA型。ツッコミ担当。
2014年から拠点を石川県に移してタレント「ハンディやしき」として活動中。
2020年より、福井県のM&Mエージェンシーと提携。

## 芸風
- トリオ時代は、基本的にコントでネタは基本的にベタであり、ボケの二人が交互にボケていく形式であった。
- ライブなどで披露される上林の一発ギャグは賛否があったこともあった。

## 出演番組

### こんらんチョップ時代
- U-CDTV（TBSテレビ）
- イエヤス（CBCテレビ）
- 爆笑オンエアバトル（NHK総合）戦績0勝8敗 最高349KB
  - オンエア経験のない芸人の中では最多敗戦である（これにふうらいぼう。の7敗が続く）[7]。
- アンタッチャブルのシカゴマンゴ（TBSラジオ、2008年1月3日）
- ぐるぐるナインティナイン おもしろ荘へいらっしゃい!（日本テレビ、2008年3月7日）
- ゼベック・オンライン （MXTV、2004年11月22日）
- インパクト!（フジテレビ、第11回）
- 5時に夢中 （パッション屋良がゲストとして出演したときにライブの告知をした。）
- あらびき団 （TBSテレビ、2007年11月28日）
- Goingマセキway （GyaOジョッキー）
- カンニングの恋愛中毒（GyaO・ShowTime）

### 電撃ホルモンや時代
- やりすぎコージー（テレビ東京、2009年6月22日）『カウントダウン芸人2009』

### グーとパー時代
- 爆笑トライアウト（NHK総合、2009年8月8日）
  - 会場審査は7位（293TP）、視聴者投票は10位（173票）。
- ジャガイモン（テレ朝チャンネル、2010年6月24日）上林のみ
- 森田一義アワー 笑っていいとも!（フジテレビ、2010年9月17日・11月30日）
- マバタキー（フジテレビ、2012年12月31日）